# ديميتريس ديامانتيس
ديميتريس ديامانتيس (باليونانية: Δημήτρης Διαμαντής)‏ هو لاعب كرة قدم يوناني في مركز الوسط، ولد في 11 سبتمبر 1979 في اليونان. لعب مع أيل ليماسول وليفادياكوس ونادي أبولون سميرني.

## وصلات خارجية
- ديميتريس ديامانتيس على موقع قاعدة بيانات كرة القدم.إي يو (الإنجليزية)
- ديميتريس ديامانتيس على موقع Soccerway.com (الإنجليزية)